# Unternehmensgründung
Unter einer Unternehmensgründung wird die Gründung bzw. die Errichtung eines Unternehmens verstanden.

## Allgemeines
Unternehmensgründungen sind die erste Phase der Unternehmensphasen. Bei Kleinunternehmen spricht man von einer Existenzgründung. Der relativ neue Anglizismus „Startup“ bezeichnet ein junges Unternehmen, das mit einer neuen Geschäftsidee am Markt Fuß fassen möchte. Wird ein Teil eines Unternehmens oder eines Institutes als eigenständiger Rechtskörper ausgegliedert (Spaltung), nennt man das Ausgründung, Ableger oder auch „spin-off“. Der Verkauf oder die Unternehmensauflösung (Einstellung der Unternehmenstätigkeit und Veräußerung des Betriebsvermögens durch Liquidation) enden für die Gründer mit einem Saldo, also einem Veräußerungsgewinn oder -verlust.
Die Unternehmensgründung wie auch die damit verbundenen Themen wie Rechtsformwahl, Standortwahl, Betriebsgröße oder Formulierung der Unternehmensziele sind konstitutive Entscheidungen mit besonders großer Tragweite.

## Theorien und Typologien
Für Joseph A. Schumpeter beginnt die Unternehmensgründung mit dem kreativen Akt der Invention, an die sich eine Analyse der Märkte anschließen muss. Für Israel Kirzner ist die Fähigkeit zur Opportunity Detection eine Schlüsselgröße für die Unternehmensgründung. Es bedarf hierzu eines spezifischen Blicks für ungenutzte Gelegenheiten und brachliegende Produktionsfaktoren. Laut dem Shapero und Sokol-Modell bedarf es für die Gründung eines Unternehmens einschneidende Veränderungen im Leben und persönlicher Verhaltensweisen. Solche Ereignisse können eine Gründung nach sich ziehen, wenn die Selbständigkeit als wünschbar und machbar angesehen wird und Initiative bzw. Handlungsbereitschaft gegeben sind. Hinzu kommen unterstützende Einflussgrößen wie die Einbindung in Netzwerke oder einschlägige Arbeitserfahrungen sowie hohe Lernbereitschaft. Andere Ansätze suchen den Ausgangspunkt in der Existenz spezifischer Ressourcen und Fähigkeiten, welche eine Unternehmensgründung erst ermöglichen bzw. die Bereitschaft dazu unterstützen.
Unterschieden wird zwischen innovativen und imitierenden (auch „traditionell“ genannten), ferner zwischen originären und aufbauenden (auch „derivativ“ genannten) Gründungen. Zu letzteren gehören Gründungen durch Unternehmensübernahme, Umwandlung, Fusion und Franchising. 95 Prozent der Gründungen in Deutschland sind imitierend. Ferner wird zwischen Chancen- und Notgründungen (z. B. aus der Arbeitslosigkeit) unterschieden.
Unselbstständige Gründungen sind solche, bei denen ein Angestellter eines Unternehmens mit der Gründung eines Tochterunternehmens beauftragt wird.
Eine Existenzgründung führt in der Regel zur Gründung eines kleinen oder allenfalls mittelständischen Einzelunternehmens durch eine natürliche Person.

## Freiheitsgrade
Der Gründer der Unternehmung hat sieben so genannte Freiheitsgrade, die häufig auch als Entscheidungsprobleme bezeichnet werden und Teil des Geschäftsplans (Businessplan, Business-Analyse) sind.
Diese sind im Einzelnen:
- Die Wahl der Rechtsform
- Die Standortentscheidung
- Die Wahl des anzubietenden Produkts bzw. der Dienstleistung
- Die Wahl des relevanten Marktes bzw. der Kunden (Marktsegmentierung)
- Die Wahl der Organisation
  - Aufbauorganisation
  - Ablauforganisation
- Die Wahl der Finanzierung

Faktisch sind diese Freiheitsgrade jedoch durch vielfältige Rahmenbedingungen eingeschränkt.

## Tätigkeitsfelder
Personen, die ein Unternehmen gründen möchten, beschäftigen sich unter anderem mit folgenden Themen: Marktstudien, Projektierungen, Ausarbeitung des Geschäftsplans, Organisationsstruktur und -ablauf, gewerberechtliche Angelegenheiten sowie Finanzierung und Personalbeschaffung (das Recruiting).
Professionelle Unternehmen, die unter anderem bei der Gründung von Unternehmen behilflich sind, sind Unternehmensberatungen, Wirtschaftsprüfer, Business Angels, Venture-Capital-Geber, Industrie- und Handelskammern. Auch Hochschulen und Gründernetzwerke sind immer stärker in Gründungsprozesse involviert.
Werden Geschäftsvorfälle getätigt, die mit dem zukünftigen Unternehmen in Zusammenhang stehen, wird bei der Firma der Zusatz in Gründung (i. G.) nachgestellt.

## Rahmenbedingungen
Im internationalen Vergleich zeigt sich, dass die wirtschaftlichen, rechtlichen, politischen, soziologisch-gesellschaftlichen und kulturellen Rahmenbedingungen für Unternehmensgründungen stark differieren und im Zeitablauf schwanken, was neben demografischen und anderen Faktoren zu einer starken Variation des Gründungsgeschehens führt. Diese Rahmenbedingungen und ihre Veränderungen werden z. B. in den jährlich erscheinenden Berichten des Global Entrepreneurship Monitor (GEM)-Konsortiums dokumentiert (für Deutschland z. B. im GEM-Länderbericht). Allerdings zeigt sich, dass die Zahl der Gründungen nicht als einziger Indikator für eine erfolgreiche Politik der Gründungsunterstützung dienen kann. So muss z. B. zwischen Chancen- und Notgründungen unterschieden werden, wobei in den letzten Jahren in den hochentwickelten Ländern die Zahl der Notgründungen mit schlechten Wachstums- und Überlebensperspektiven zugenommen hat, während in den Schwellenländern die Zahl der Chancengründungen steigt. Ein wichtiger Indikator ist vor allem die Rate der Konvertierung von Gründungen in schnell wachsende Unternehmen (sog. „Gazellen“).
Ein Bericht der OECD stellt fest, dass Europas Fähigkeit zur Schaffung schnell wachsender Gründungen gering ist. So zählen 19 % der neugegründeten US-amerikanischen Unternehmen zu den Fast Growers, jedoch nur 4 % der europäischen.
Der GEM 2014 weist darauf hin, dass die Kosten einer Gründung in Europa etwa doppelt so hoch sind wie im Durchschnitt anderer Industrienationen. Insolvenzen würden hier wesentlich länger dauern als in anderen Industriestaaten, die Risikoaversion sei infolge der Weltkriege hier höher. Ebenso sei die Angst vor Fehlern auch in wirtschaftlich erfolgreichen europäischen Ländern, aber besonders in Krisenländern wie Griechenland wesentlich größer als etwa in den USA. In den Krisenländern käme die Perspektivlosigkeit und der Ressourcenmangel junger Menschen hinzu. So entstehe in den USA eine Entrepreneurial Diaspora ausgewanderter Europäer. Allein 50.000 Deutsche leben in Silicon Valley, 500 französische Start-ups gibt es in der San Francisco Bay Area.
Verschiedene internationale Aktivitäten zielen darauf, die G20-Länder zu einer intensiveren Befassung mit den von ihnen vernachlässigten Rahmenbedingungen von Unternehmensgründungen zu motivieren. Dazu diente u. a. der G20 Young Entrepreneurs' Summit im November 2011 in Nizza. Die jungen Unternehmer forderten die Staats- und Regierungschefs der G20-Nationen, die sich kurz danach in Cannes trafen, in ihrer Erklärung dazu auf, sich für ein gründerfreundliches Klima in ihren Ländern durch die Schaffung von leichteren Finanzierungsmöglichkeiten, Steuerersparnissen und Verankerung einer unternehmerischen Kultur, die schon in der Schule vermittelt wird, einzusetzen.

## Gründungsmotive
In Deutschland waren im Jahr 2019 fehlende Erwerbsalternativen für 23,2 Prozent der Gründer das wesentliche Gründungsmotiv. Im Vergleich zu Gründern in angelsächsischen Ländern mit ihrer starken Betonung erhöhter Einkommenschancen durch die Gründung eines eigenen Unternehmens sind im deutschsprachigen Raum die Motive der Selbstverwirklichung und des Autonomiegewinns weit verbreitet, werden aber durch das Motiv „Mangel an Alternativen“ immer stärker überlagert. Diese Betonung von Autonomiewerten trifft im abgeschwächten Maß auch auf Migranten in Deutschland zu, woraus eine kulturelle Annäherung an in Deutschland verbreitete Gründungsmotivationen erkennbar ist.
Der Mangel an Alternativen stellt insbesondere für Migranten ein Gründungsmotiv dar, die dadurch Beschäftigungslosigkeit und soziale Ausgrenzung vermeiden können. In den Niederlanden war die Gründerrate im Jahr 2003 z. B.unter zugewanderten Ägyptern doppelt so hoch und unter Chinesen etwa 70 % höher wie die unter gebürtigen Niederländern, im Vereinigten Königreich lag die Gründerrate der Pakistanis 2004 etwa 70 % höher als die der weißen Briten. Dabei steigen in der zweiten Generation der Zugewanderten die Gründerraten gegenüber der ersten Generation an.

## Corporate Entrepreneurship
Der Begriff Entrepreneurship wird häufig auf Unternehmensgründungen bezogen. Die Umsetzung einer Gründungsidee gilt als typischer Ausdruck unternehmerischen Handelns, vor allem im Fall einer innovativen Gründung. Gartner meint simpel: „Entrepreneurship is the creation of a new organization.“
Mit dem Begriff Corporate Entrepreneurship (CE) wird bewusst ein Unterschied kommuniziert: es geht um Entrepreneurship in bereits bestehenden (vorwiegend mittleren bis großen) Unternehmen, das heißt um die Innovativität einer schon (längere Zeit) bestehenden Organisation, in der Innovation als strategische Daueraufgabe betrachtet wird. Unter Innovativität versteht man das nachhaltige Engagement einer Organisation – im Sinne von Fähigkeit, Möglichkeit und Bereitschaft –, neue Ideen und deren Erprobung beziehungsweise Umsetzung zu fördern bzw. allgemeiner: Organisationsressourcen kreativ zu rekombinieren.
CE kann so als Rückbesinnung auf die von Schumpeter definierte Unternehmerfunktion interpretiert werden, die in der Durchsetzung neuer Kombinationen besteht, wobei diese Funktion grundsätzlich jede Person, die sich auf das Erkennen und Durchsetzen neuer Möglichkeiten auf wirtschaftlichem Gebiet versteht, auch in schon bestehenden Unternehmen, wahrnehmen kann. Ein Ziel dieser Aktivitäten ist es auch, bürokratisch erstarrte Großunternehmen zu dynamisieren und kreative Köpfe (z. B. Patentträger) – im Unternehmen zu halten, indem man ihnen größere Handlungs-, Verantwortungs- und Einkommensspielräume zugesteht.
Ähnliche Sachverhalte bezeichnen die Begriffe Intrapreneurship oder Corporate Venturing.

## Bestandsdauer und Unternehmensende
In den ersten fünf Jahren verschwinden im Schnitt etwa 50 bis 55 % der Neugründungen vom Markt. Nach weiteren fünf Jahren sind immerhin noch etwa 30 % der Neugründungen aktiv. Hingegen erreicht ein Großunternehmen in Deutschland im Durchschnitt eine Bestandsdauer von 75 Jahren, während die größten multinationalen Firmen durchschnittlich etwa 40–50 Jahre bestehen.
Ein Unternehmen endet in der Regel durch die Unternehmensauflösung, die somit den Gegenpol zur Unternehmensgründung darstellt. Nicht selten erfolgt diese nicht geplant, sondern durch Liquidation oder Übertragende Sanierung in Folge einer Insolvenz.

## International
Jedes Land hat seine eigenen rechtlichen Bestimmungen und Rechtsformen. Bei der Gründung eines Unternehmens gilt es daher die länderspezifischen Gesetze zu kennen und zu berücksichtigen.

### Deutschland
Grundsätzlich hat in Deutschland jeder das Recht ein Gewerbe zu eröffnen, solange nicht durch die Gewerbeordnung (GewO) Ausnahmen oder Beschränkungen vorgeschrieben oder zugelassen sind (§ 1 der GewO „Grundsatz der Gewerbefreiheit“). Mit der Eröffnung eines Gewerbes gehen auch einige Pflichten einher, die unter anderem in §14 der GewO festgelegt sind. Jeder Gewerbetreibende ist zum Beispiel verpflichtet eine Anzeige über die Aufnahme seiner gewerblichen Tätigkeit abzugeben. Dies ist unabhängig von der gewählten Rechtsform. Zuständig sind für die Entgegennahme dieser Anzeige die Gewerbeämter, die in die Stadt- oder Gemeindeverwaltung eingegliedert sind. Zusätzlich sind neben dem Gewerbe auch alle Betriebsstätten/Zweigniederlassungen zu melden. Unterlässt man eine dieser Pflichten, droht eine Geldbuße.
Als Gewerbe wird jede selbstständige, planmäßige, auf Dauer und Gewinnerzielung angelegte Tätigkeit definiert. Ausgenommen sind davon wissenschaftliche, künstlerische, lehrende, heilende und rechtsberatende Tätigkeiten sowie andere ähnliche Dienstleistungen höherer Art, die eine höhere Bildung erfordern. Diese Tätigkeiten fallen unter den Begriff Freie Berufe. Unter anderem zählen Rechtsanwälte, Patentanwälte, Wirtschaftsprüfer, Steuerberater, Architekten, Wissenschaftler, Künstler, Ärzte, Heilpraktiker und selbstständige Hebammen oder Krankenpfleger zu den Freiberuflern. Sie sind nicht zur Anmeldung beim Gewerbeamt verpflichtet, sondern können stattdessen direkt beim Finanzamt die Vergabe einer Steuernummer beantragen. Auch unterliegen sie nicht der Gewerbesteuer.
Eine Besonderheit sind in Deutschland die vielen Neugründungen in der ehemaligen DDR nach der Wende 1989/90. Einblicke dazu gibt Christoph Bühler (1998) im Zusammenhang mit nachhaltiger Raumentwicklung.
Im Jahr 2019 wurden in Deutschland insgesamt 550.600 Unternehmen neu gegründet, davon waren 164.000 Kleinunternehmen.

#### Rechtsform
Die Wahl der richtigen Rechtsform ist für jeden Gründer von großer Bedeutung, da die Rechtsform eines Unternehmens die rechtlichen Beziehungen innerhalb des Unternehmens sowie die Beziehung des Unternehmens zu seiner Umwelt absteckt. Weiters klärt sie, wie viel Kapital für die Gründung notwendig ist, wie hoch die Gründungskosten sind und wer welche Befugnisse und Pflichten hat. Grundsätzlich kann zwischen Einzelunternehmen (z. B. Kleingewerbetreibender), Personengesellschaften (z. B. OHG, KG) sowie Kapitalgesellschaften (z. B. GmbH, UG haftungsbeschränkt, AG) unterschieden werden.

#### Steuern
Jedes Unternehmen hat folgende Steuern zu zahlen:
- Umsatzsteuer bzw. Mehrwertsteuer (im Normalfall 19 % des Netto-Rechnungsbetrags; auf Lebensmittel, Bücher und einige andere Güter 7 %)
- Gewerbesteuer, nur Gewerbetreibende, abhängig vom Gewerbeertrag
- Körperschaftsteuer 15 % sowie Solidaritätszuschlag, nur Kapitalgesellschaften
- Einkommensteuer, nur Personenunternehmen, Steuersatz abhängig von der Höhe des zu versteuernden Einkommens

### Österreich
Für jede gewerbliche Tätigkeit benötigt man in Österreich eine Gewerbeberechtigung (ehem. Gewerbeschein), die von der Gewerbebehörde ausgestellt wird. Gewerbsmäßigkeit liegt vor, wenn eine Tätigkeit selbständig, regelmäßig und mit der Absicht, Gewinn zu machen, durchgeführt wird.
Eine Gewerbeberechtigung erhält man, wenn neben dem erforderlichen Befähigungsnachweis folgende Voraussetzungen erfüllt werden:
- Eigenberechtigung (Vollendung des 18. Lebensjahres, keine Sachwalterschaft)
- Staatsangehörigkeit zu einem Mitgliedsstaat der EU oder eines Vertragsstaates des EWR oder Vorliegen eines fremdenrechtlichen Aufenthaltstitels zur Ausübung des Gewerbes
- Kein Vorliegen von Ausschlussgründen

Wenn alle Voraussetzungen nachgewiesen werden können, kann eine Gewerbeberechtigung durch formlose Anmeldung bei der zuständigen Gewerbebehörde erlangt werden.

#### Rechtsform
Die Rechtsform eines Unternehmens steckt die rechtlichen Beziehungen innerhalb des Unternehmens sowie die Beziehung des Unternehmens zu seiner Umwelt ab.
Folgende Rechtsformen gibt es in Österreich:
- Einzelunternehmen
- Offene Gesellschaft (OG)
- Kommanditgesellschaft (KG)
- Gesellschaft mit beschränkter Haftung (GmbH)
- Aktiengesellschaft (AG)
- Gesellschaft bürgerlichen Rechts (GesbR)
- Stille Gesellschaft
- Erwerbs- und Wirtschaftsgenossenschaft (Gen)

#### Steuern
Innerhalb eines Monats ab Beginn der Tätigkeit, muss dem örtlich zuständigen Finanzamt das Eröffnen des Gewerbebetriebes bekannt gegeben werden. Es genügt eine kurze, schriftliche Mitteilung. Das Finanzamt teilt dem Eröffner des Gewerbes dann eine Steuernummer zu. Unternehmen mit einem Umsatz von über 35.000 € pro Jahr müssen an das Finanzamt die Umsatzsteuer (auch Mehrwertsteuer genannt) abführen. Diese wird in der Regel für sämtliche Lieferungen und Leistungen, die der Unternehmer erbringt, eingehoben. In den meisten Fällen beträgt die Umsatzsteuer 20 % vom Nettopreis. Daneben gibt es auch noch einen reduzierten Steuersatz für z. B. Lebensmittel und Bücher in der Höhe von 10 %. Bei speziellen Lieferungen und Leistungen wird keine Umsatzsteuer ausgewiesen, da die Umsätze entweder befreit sind oder die Steuerschuld auf den Leistungsempfänger übergeht.
Einzelunternehmer mit österr. Wohnsitz haben eine Einkommensteuer an das Finanzamt abzuführen. Basis und Bemessungsgrundlage für die Einkommensteuer ist der jährlich erwirtschaftete Gewinn, ermittelt mit Hilfe der Einnahmen-Ausgaben-Rechnung, der Pauschalierung oder der doppelten Buchführung, zuzüglich sonstiger Einkünfte. Der Steuersatz liegt zwischen 0 und 55 %, wobei Einkommensteuer erst anfällt, wenn das (Jahres-)Einkommen mehr als 11.000,- Euro betragen hat. Die Einkommensteuer wird vierteljährlich und im Voraus bezahlt.
Die Körperschaftsteuer ist die Einkommensteuer von Kapitalgesellschaften wie der GmbH oder AG. Sie beträgt einheitlich 25 % des Gewinns, unabhängig von der Gewinnhöhe. Es gibt jedoch eine Mindestkörperschaftsteuer, die auch in Verlustjahren zu entrichten ist; sie beträgt pro Quartal für eine GmbH 437,50 Euro und für eine AG 875,- Euro. Für Neugründer ist eine geringere Körperschaftsteuer in den ersten 10 Jahren zu entrichten. Wird der Gewinn an die Gesellschafter ausgeschüttet, wird er nochmals mit 27,5 % Kapitalertragsteuer besteuert.
Daneben gibt es noch weitere Steuerposten, wie zum Beispiel die Lohnsteuer, die Kommunalsteuer, Dienstgeberbeitrag für Dienstnehmer, Kraftfahrzeugsteuer, Fremdenverkehrsabgabe und Grundsteuer.